# Crémazie (métro de Montréal)
Pour les articles homonymes, voir Crémazie.
Crémazie est une station de la ligne orange du métro de Montréal. Elle se trouve entre les arrondissements d'Ahuntsic-Cartierville et de Villeray–Saint-Michel–Parc-Extension. Inaugurée le 14 octobre 1966, elle fut une des stations du réseau d'origine.

## Description
Une œuvre d'art monumentale se trouve en haut de la plate-forme Montmorency : une murale de céramique de Georges Lauda, Paul Pannier et Gérard Cordeau intitulée Le poète dans l'univers. L'œuvre commémore trois poètes québécois : Octave Crémazie, Émile Nelligan et Hector de Saint-Denys Garneau qui sont représentés par des masques en fer forgé.

## Origine du nom
La station porte le nom du boulevard Crémazie, qui à son tour commémore le poète et libraire Octave Crémazie (1827–1879). Le boulevard porte son nom depuis 1914.

## Édicules
- Édicule A: 505, Boulevard Crémazie Est
- Édicule B: 490, Boulevard Crémazie Est

L'édicule A comporte trois sorties: Deux vers le boulevard Crémazie Est et la dernière vers une boucle d'autobus.
L'édicule B comporte trois sorties vers le coin des rues Crémazie Est et Berri.

### Lignes de bus
| Numéros | Noms                       | Service          |
| ------- | -------------------------- | ---------------- |
| 19      | Chabanel/Marché-Central    | De Jour          |
| 31      | Saint-Denis                | De Jour          |
| 52      | De Liège                   | De Jour          |
| 54      | Charland/Chabanel          | De Jour          |
| 56      | Saint-Hubert               | De Jour          |
| 100     | Crémazie                   | De Jour          |
| 135     | De l'Esplanade             | De Jour          |
| 146     | Christophe-Colomb/Meilleur | De Jour          |
| 192     | Robert                     | De Jour          |
| 361     | Saint-Denis                | De Nuit          |
| 460     | Express Métropolitaine     | Heures de pointe |